# Nudo Klemheist

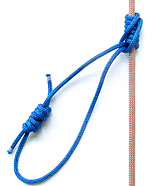
Nudo Klemheist.

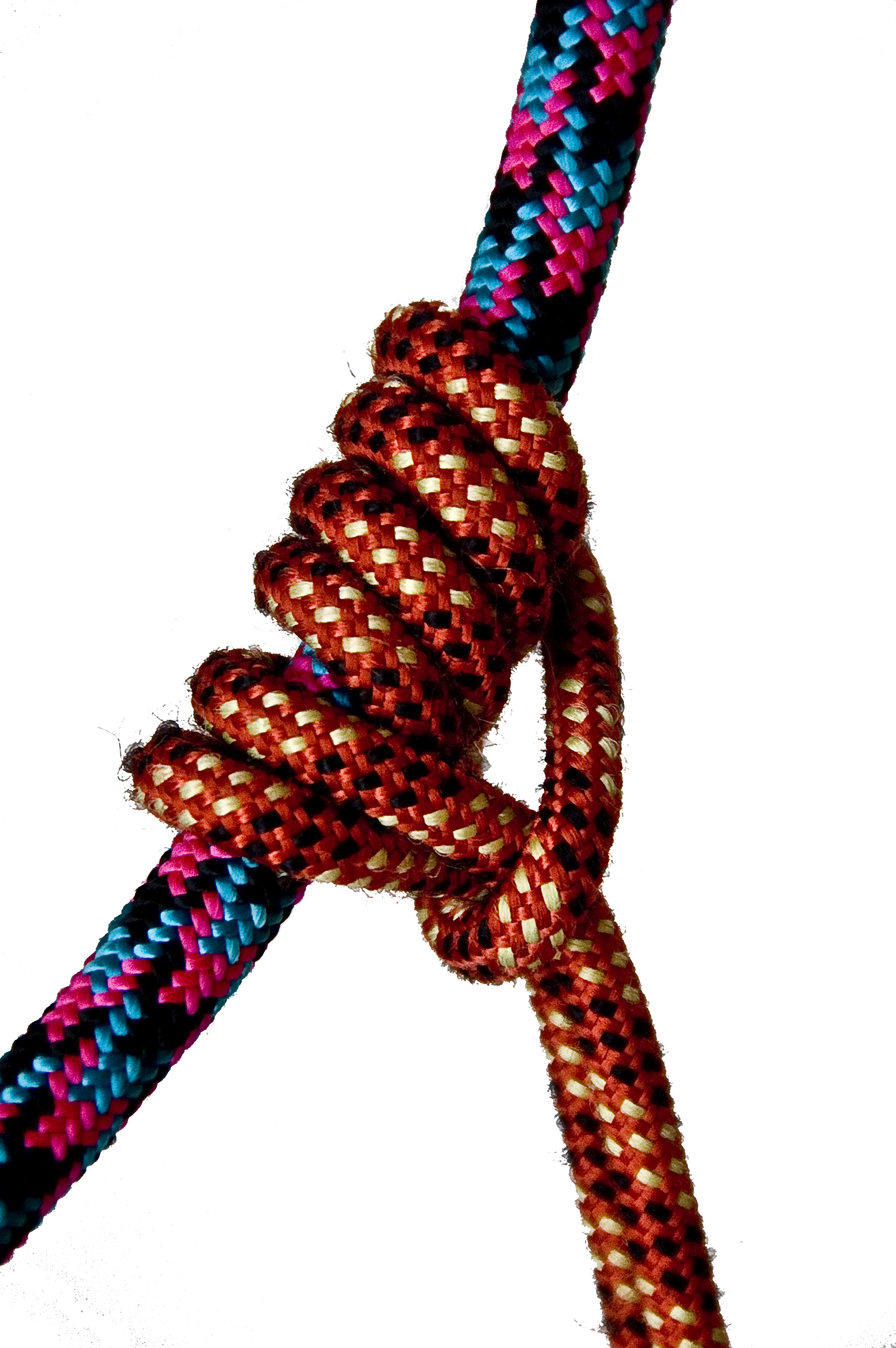
Nudo de Machard francés. Este nudo provee un bloqueo unidireccional. Este bloqueo que provee es mucho más eficaz que el del Machard simple, y por ello es muy utilizado en alpinismo.

El nudo Klemheist (o nudo Machard ) es un tipo de nudo de enganche de fricción, utilizado como parte de un sistema de cuerda de escalada en montaña. Al igual que con otros nudos de fricción, la cuerda se afirma o aprieta cuando se aplica un peso y es libre de moverse cuando el peso se libera. Posee una función similar al nudo Prusik y al nudo Bachmann, pero comparado con el Prusik tiene la ventaja que se puede utilizar un lazo de cinta como una alternativa al cable. El Klemheist tiende a ser más fácil de deslizar hacia arriba que un Prusik, el cual no funciona bien con las correas.
A veces, el nombre del nudo está mal escrito como nudo Kleimheist, con una "i" extra. Klem significa "fijación" en holandés.

## Técnica
Un bucle de Prusik se envuelve alrededor de la cuerda de escalada dos o tres veces. El bucle se hace avanzar a través de sí mismo y es cuidadosamente apretado, enrollando la cuerda de escalada en forma prolija. No se debe agarrar y traccionar sobre el nudo mismo, ya que puede ocurrir un descenso rápido. Si el nudo resbala cuando la carga se coloca en el lazo colgando, se debe enrollar el lazo alrededor de la cuerda de escalada una o dos veces según sea necesario hasta que no haya deslizamiento.